# Chthonerpeton perissodus
Chthonerpeton perissodus é uma espécie de anfíbio da família Typhlonectidae. É endémica do Brasil, onde é conhecida apenas de uma localidade-tipo não especificada ao longo do Rio Pandeiros.